# Margarinotus incognitus
Margarinotus incognitus är en skalbaggsart som först beskrevs av Sylvain Auguste de Marseul 1854.  Margarinotus incognitus ingår i släktet Margarinotus och familjen stumpbaggar. Inga underarter finns listade i Catalogue of Life.